# Réclainville
Réclainville település Franciaországban, Eure-et-Loir megyében. Lakosainak száma 203 fő (2022. január 1.). Réclainville Boisville-la-Saint-Père, Ouarville, Louville-la-Chenard és Moutiers községekkel határos.

## Népesség
A település népessége az elmúlt években az alábbi módon változott:
| Lakosok száma | 132  | 104  | 140  | 140  | 191  | 189  | 190  | 194  | 196  | 203  |
|               | 1968 | 1982 | 1990 | 2006 | 2013 | 2015 | 2017 | 2019 | 2020 | 2022 |